# حسين الخواجه
حسين عبد الله المحيسن العامري (مواليد 16 سبتمبر 1958م)، والمعروف بلقب الخواجه. هو حارس مرمى كرة قدم قطري دولي سابق. لعب في النادي الأهلي القطري، بالإضافة إلى المنتخب القطري وكذلك المنتخب العسكري.
لعب 83 مباراة دولية، منذ التحاقه بالنادي الأهلي القطري عام 1973م، وحتى اعتزاله في عام 1986م، حيث نال على بطولتين للشباب خلال انضمامه لنادي الأهلي، وذلك في عام 1973م و1974م، ومن ثم التحق بالفريق الأول في 1974م. كما دخل ضمن لعيبة المنتخب القطري للشباب في 1974م والفريق الأول بعدها بسنة.هذا ويعد حسين الخواجه أصغر حارس مرمى دولي آنذاك، حيث لعب بعمر 16 سنة. 
|مسار =
https://instagram.com/qatar_al.amri

## وصلات خارجية
- مقابلات حسين الخواجة مع صحيفة الشرق القطرية.
- حسين الخواجة: الجمهور كلمة السر، جريدة الوطن، 22 يوليو 2016.